# Danuvius guggenmosi
Danuvius guggenmosi je vyhynulý druh hominida, jediný zástupce monotypického rodu Danuvius. Jeho fosilie byly objeveny v jižním Německu a datovány do období středního a svrchního miocénu před asi 11,6 miliony lety. V této době se zde pravděpodobně rozprostíral les se sezónním klimatem. Exemplář samce (holotyp) vážil podle odhadů asi 31 kg, zatímco hmotnost dvou dalších samic je odhadována na 17 a 19 kg. Rod i druh byly popsány v listopadu 2019.
Jedná se o prvního objeveného pozdně miocenního hominida, z něhož se dochovaly dlouhé kosti, které tak mohou být využity k rekonstrukci anatomie končetin. Jeho objevitelka, paleoantropoložka Madelaine Böhmeová, uvedla, že Danuvius vykazoval adaptace jak pro závěsné chování ve stromoví, tak pro bipední pohyb. Tím by se lišil od všech dnes žijících hominidů, kteří jsou adaptováni buďto pouze bipedii (člověk), anebo závěsnému chování (zbylé druhy). Hypotetický typ lokomoce danuvia byl nazván „extended limb clambering“ a mohl spočívat v bipedním pohybu po větvích stromů za současného přidržování se horními končetinami větví nad sebou. Podobný způsob lokomoce mohl mít i poslední společný předek člověka a ostatních hominidů. Paleoantropolog Scott Williams a další nicméně těmto závěrům oponují a podle nich fragmentární pozůstatky nemohou spolehlivě poskytnout takové vodítko k původu bipedie.